# Cathédrale d'Évora
Cette  cathédrale et basilique n’est pas la seule cathédrale Notre-Dame-de-l'Assomption ni la seule basilique Notre-Dame-de-l'Assomption.
La cathédrale-basilique Notre-Dame-de-l'Assomption d'Évora (en portugais : Basílica Sé Catedral de Nossa Senhora da Assunção ou plus simplement Sé de Évora) est une église catholique romaine de granit qui fut commencée en 1186, consacrée en 1204 et achevée en 1250 en Évora. Il s'agit de la plus grande cathédrale du Portugal.

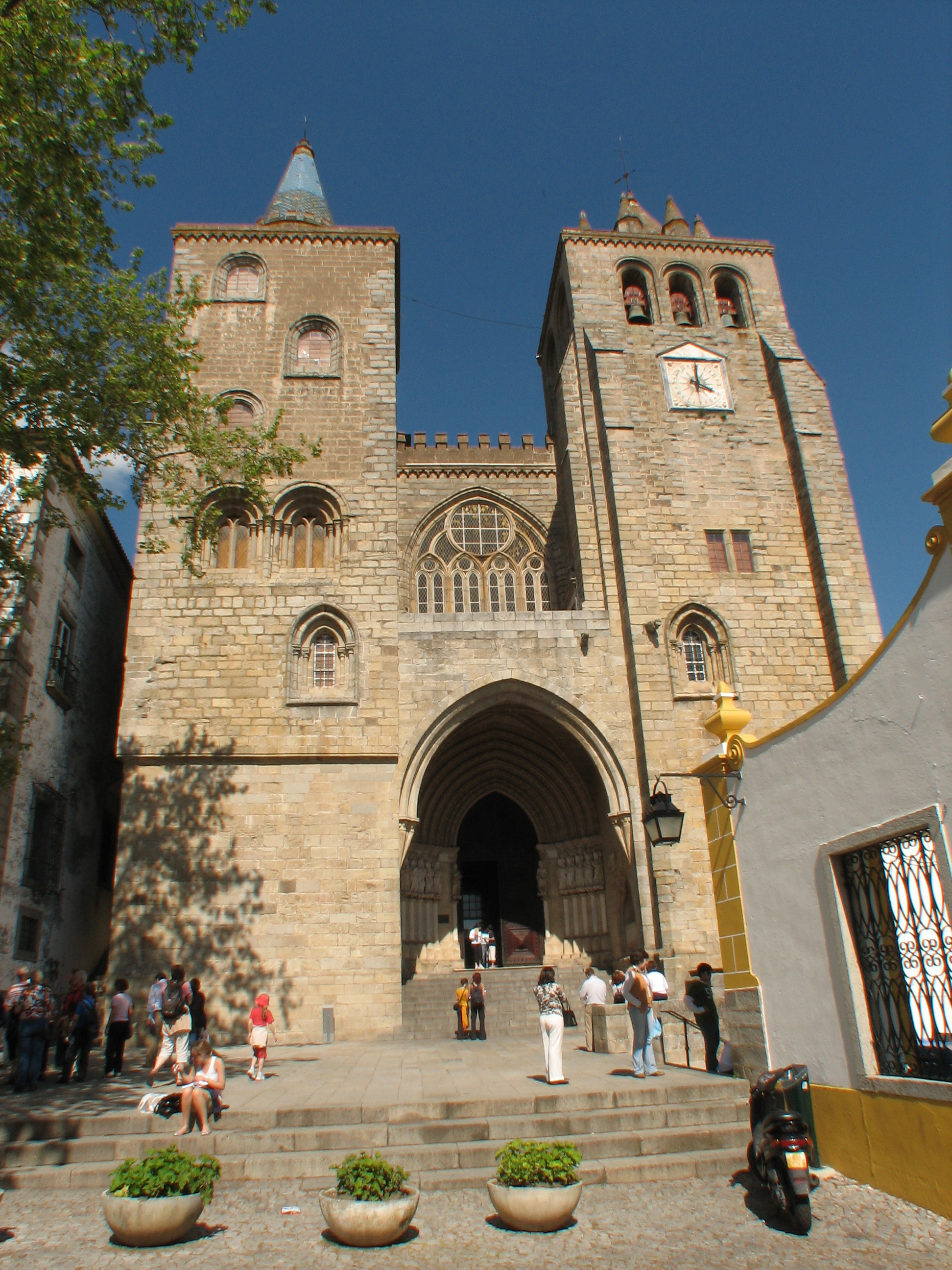
Façade de la cathédrale.

Ce monument traduit la transition entre les architectures romane et gothique. Elle présente trois nefs. Elle a été considérablement modifiée aux XVe et XVIe siècles, notamment son haut-chœur, sa chaire et son baptistère. L'Arc de la chapelle de Notre-Dame de la Piété (aussi connue sous le nom de Capela do Esporão), daté de 1529, est un exemple d'architecture hybride plateresque. Plusieurs retables en bois sculpté doré et d'autres améliorations des décorations sont d'époque baroque. Au XVIIIe siècle, la cathédrale fut enrichie avec l'édification d'une nouvelle chapelle majeure, sous le patronage du roi Jean V de Portugal. L'austérité romano-gothique de l'édifice y côtoie l'exubérance des marbres. En 1930, à la demande de l'archevêque d'Évora, le pape Pie XI concéda à la cathédrale le titre de basilique mineure. Dans les décennies suivantes, furent effectués quelques travaux de restauration, comme la démolition du vestiaire du chapitre, qui datait du XVIIIe siècle. Cette démolition permit de découvrir la face extérieur et les rosaces du cloître. Quelques retables baroques, qui ne cadraient pas avec le style médiéval des nefs latérales, furent également démolis.

## Extérieur

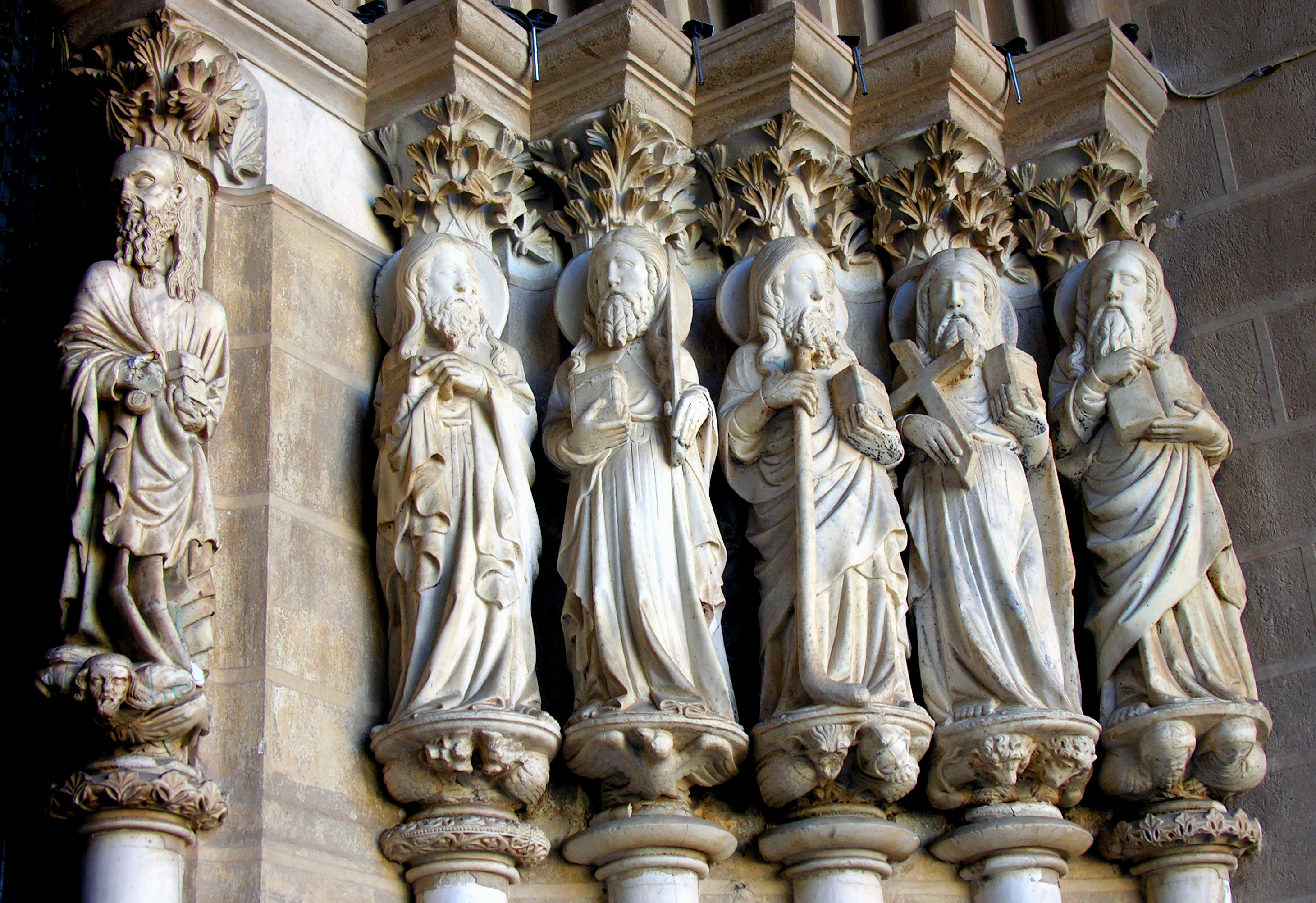
Représentation des Apôtres sur le portique.

La façade de la cathédrale est flanquée de deux tours médiévales. La tour sud est terminée par une structure carrée qui comprend un clocher toujours en usage. La tour nord est terminée par un toit en pointe, pavé d'azulejos. Le portail montre de grandes sculptures du XIVe siècle représentant les Apôtres. Le trait architectural le plus marquant de l'extérieur de la cathédrale est la coupole-lanterne se situant au croisement des nefs, construite sous le règne de Denis Ier de Portugal, l'un des monuments les plus connus d'Évora. Deux autres entrées existent, à part le portique principal : la Porta do Sol (porte du soleil), orientée au sud, avec des arcs gothiques, et la Porte Nord, réédifiée à l'époque baroque.

## Les nefs

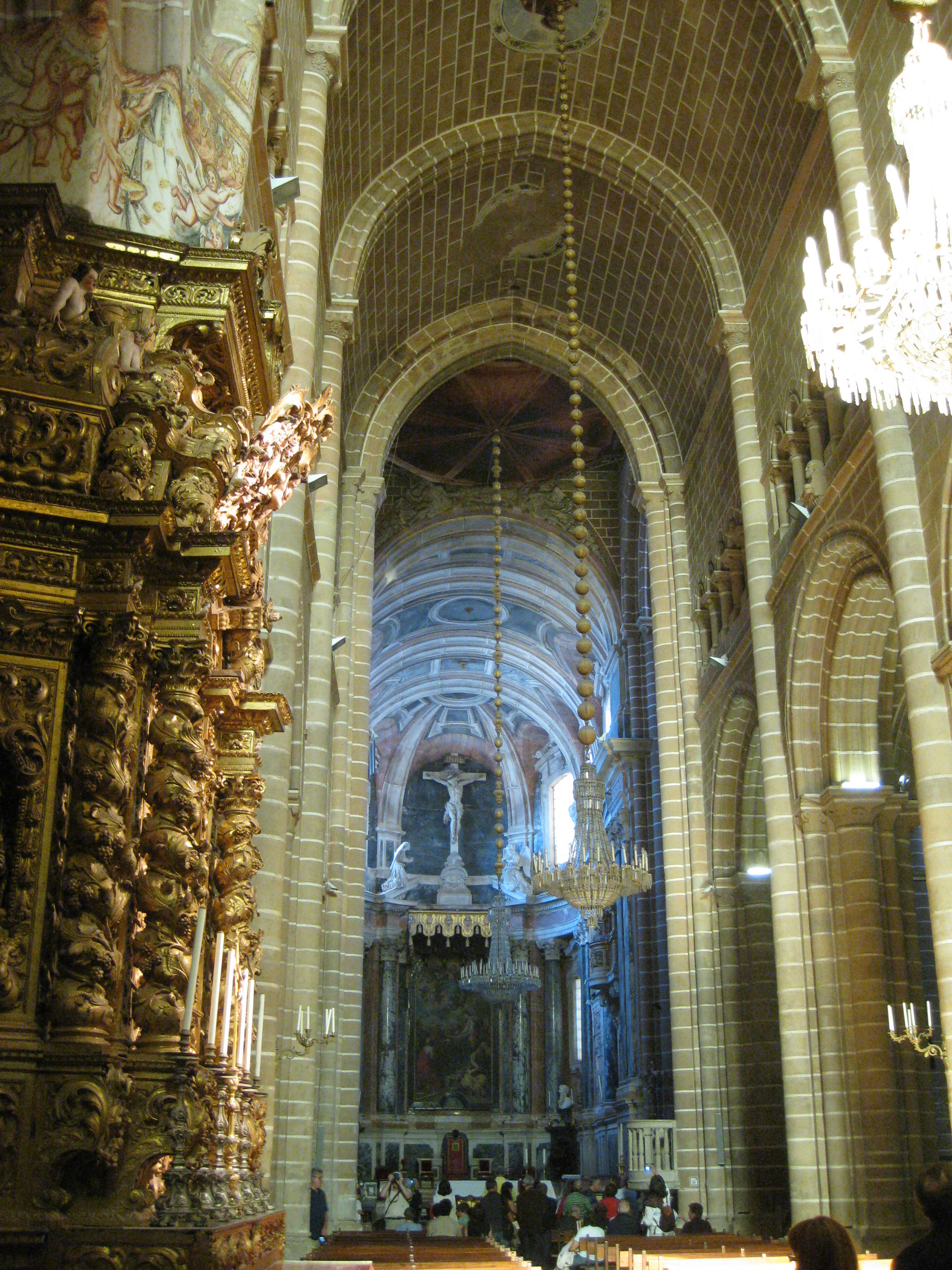
La nef principale et la chapelle majeure.

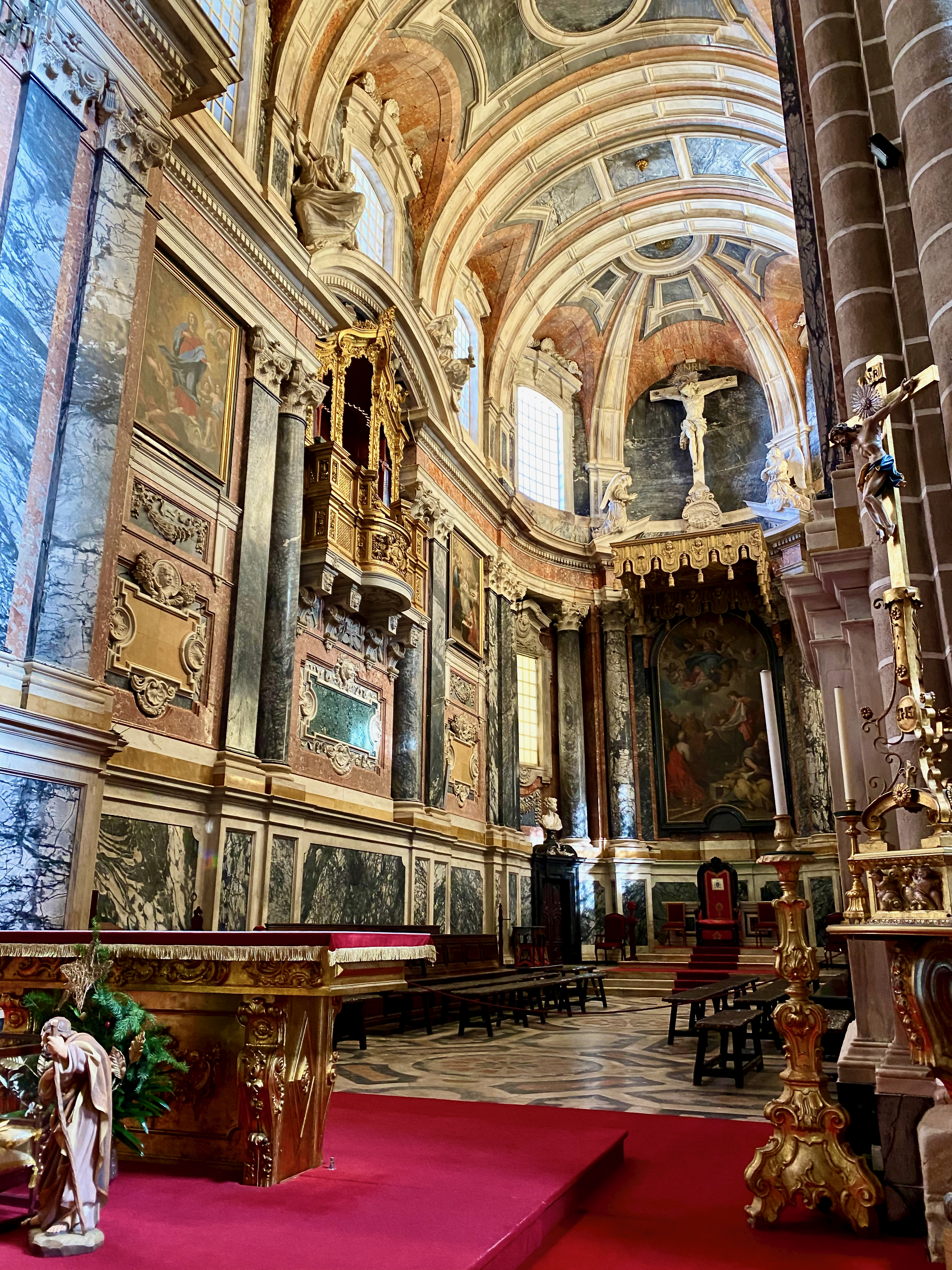
Vue des marbres de la chapelle majeure.

L'intérieur de la cathédrale est divisé en trois grandes nefs. La nef centrale, la plus haute, abrite l'autel de Notre-Dame de l'ange (aussi appelée Senhora do Ó), en bois sculpté baroque, avec les icônes gothiques de la Vierge en marbre polychrome et de l'ange Gabriel. La nef centrale dispose d'une chaire en marbre et d'un orgue, tous deux datant de la Renaissance. Le transept conduit aux très anciennes chapelles de Saint Laurent et de Saint Christ (qui communique avec le Chapitre), la Chapelles des Reliques et la Chapelle du Saint Sacrement décorées d'opulents ornements de bois sculpté doré. La nef de gauche, accolée à l'entrée, s'ouvre sur le baptistère, lui-même entouré d'armatures de fer datant de la Renaissance. Au sommet du transept nord se trouve le portail d'époque Renaissance, attribué à Nicolas Chantereine, de la chapelle des Morgados do Esporão (Seigneurs d'Esporão), qui y sont enterrés.

## La chapelle majeure
L'autel du XVIIIe siècle et la chapelle majeure en marbre furent construits par Johann Friedrich Ludwig, l'architecte du Palais national de Mafra. L'édification de cette chapelle répondait à la nécessité de ménager plus d'espace pour les chanoines, dans la mesure où au XVIIIe siècle, la splendeur des cérémonies religieuses nécessitait un plus grand nombre de clercs. La construction de la chapelle majeure requit la destruction de la chapelle gothique primitive (le retable qui l'ornait est exposé musée régional d'Évora). Elle est ornée de marbres blancs, verts et roses (d'Estremoz, Sintra et Carrare en Italie). Cette chapelle présente un crucifix de Manuel Dias, appelé le « père des crucifix » (Pai dos Cristos), disposé au-dessus d'une peinture de Notre-Dame de l'Assomption (à qui est dédiée la cathédrale) qui fut exécutée à Rome par Agostino Masucci. Des statues allégoriques, des bustes de saint Pierre et de Saint Paul de Tarse complètent la décoration. La chapelle comporte également un orgue réalisé par le facteur italien Pascoal Caetano Oldovini.

## Le cloître

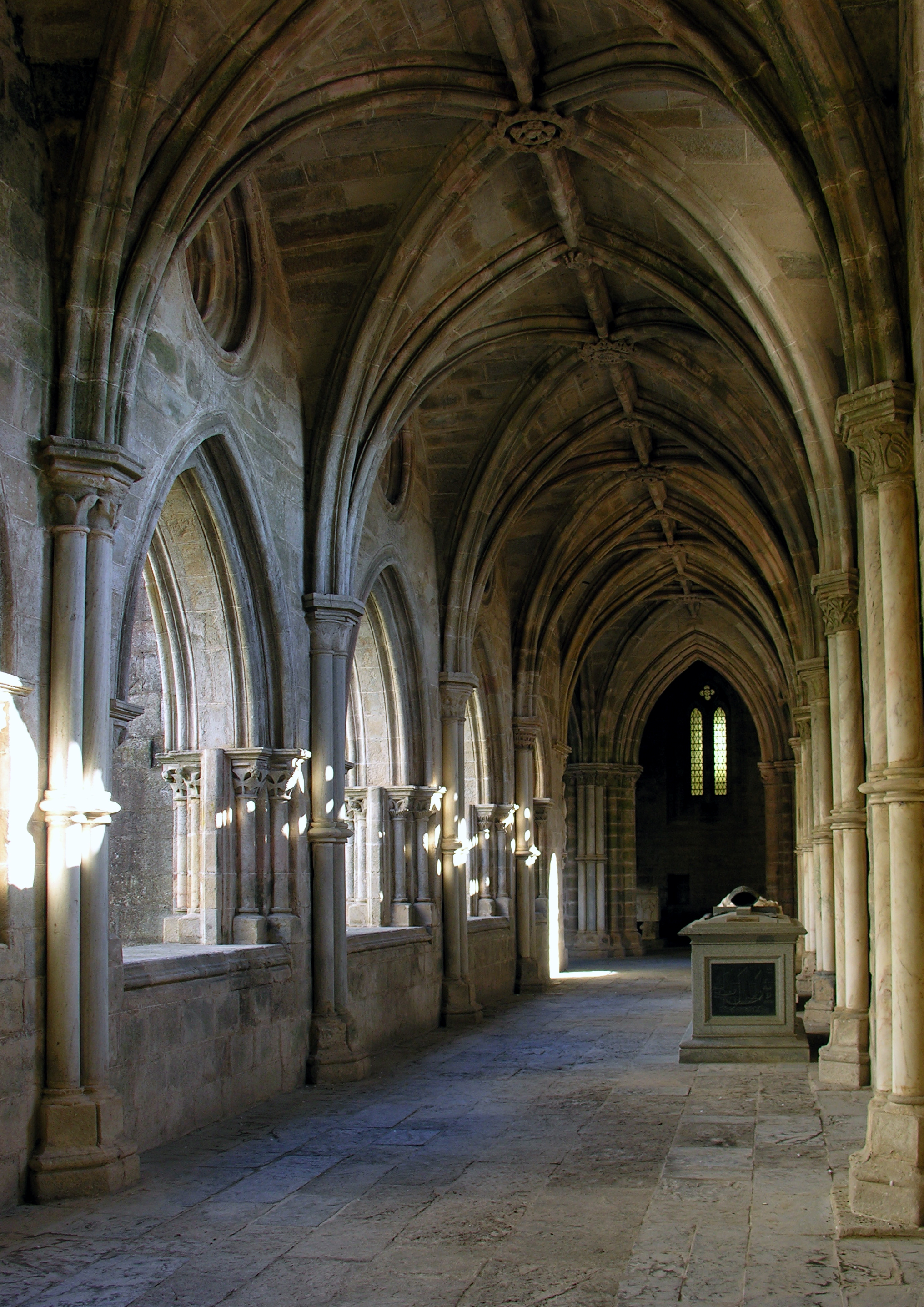
Aile sud du cloître.

Les cloîtres, qui furent construits aux alentours de 1325, sont décorés de statues des Apôtres à chaque coin. Il fut construit sur ordre de l'évêque Pierre (évêque de 1322 à 1340) dans une architecture gothique enrichie de rosaces et de décorations diverses. Il comporte la chapelle funèbre et la tombe de l'évêque qui le fit construire. Deux archevêques décédés au XXe siècle furent également enterrés dans l'aile sud du cloître.

## Le haut chœur
Le chœur fut construit dans le style manuélin. Y est situé un chandelier en chêne daté de 1562 présentant des scènes mythologiques, naturelles et rurales.

## Le musée d'art sacré
Le musée d'art sacré fut ouvert en 1983, à l'occasion des célébrations du huitième centenaire de la cathédrale. Il comporte un trésor et une galerie de peinture.
Le trésor abrite des pièces d'art sacré dans les domaines des objets de culte, de la peinture, de la sculpture et de l'orfèvrerie. Une œuvre particulièrement intéressante et une Vierge en ivoire dite « Notre-Dame du Paradis » (Nossa Senhora do Paraíso) datée du XIIIe siècle. Cette sculpture s'ouvre en un triptyque présentant neuf scènes sculptées de la vie de la Vierge. Il est également possible d'observer une croix-reliquaire de Santo Lenho datée du XIVe siècle, la crosse épiscopale du cardinal et roi Henri Ier de Portugal et la galerie des archevêques montrant les portraits de tous les prélats de la cathédrale depuis 1540.